# Alexander Bálly (Schriftsteller)
Alexander Bálly (* 1964 in Neckarau) ist ein deutscher Schriftsteller. Er schreibt vor allem Krimis und Kurzprosa.

## Leben
Bálly wuchs in Oberbayern und im Allgäu auf. Nach einer Buchhandelslehre studierte er in München Kunstgeschichte und Theologie. Schon während des Studiums und auch danach arbeitete er bei mehreren Verlagen und Buchhandlungen. 2000 zog er mit seiner Familie in die Holledau.
Bálly lebt in der Holledau, nördlich von München. Er veranstaltet immer wieder Lesungen in der Region, aber auch darüber hinaus. von 2015 bis 2018 las er neben vielen anderen Gelegenheiten auch regelmäßig auf der Leipziger Buchmesse im Rahmen der Veranstaltungsreihe Leipzig liest. Er ist verheiratet und hat einen Sohn.

## Fantasykrimis
Bei den ersten Romanen handelt es sich um Fantasykrimis. Rund um die detektivisch tätige Halblingsdame Lupina kombiniert Bálly das klassische Whodunnitprinzip mit einer detailreich erfundenen Fantasywelt, zu der es sowohl in den Büchern als auch auf seiner Homepage Zusatzmaterial wie Karten, Währungen, Maßen oder sonstige kulturelle Informationen gibt.
Es liegen drei Romane vor sowie ein Prequel in Form von Lupinas Tagebuch. Die drei Romane werden seit 2017 in überarbeiteter Form neu herausgegeben.

## Weihnachtserzählungen und -gedichte
Der Band Krippengeschichten stellt einen Zyklus in 24 Geschichten dar, der immer wieder neu von Christi Geburt berichtet, jeweils aus dem Blickwinkel einer Figur, die der Leser auch als typische Krippenfigur kennt. Durch viele Begegnungen auf dem beschränkten Schauplatz verflechten sich die einzelnen Geschichten zu einer größeren Weihnachtserzählung. So umfasst diese Erzählung den kompletten Zeitraum von der Ankündigung an Maria bis zur Flucht nach Ägypten. Das Werk erschien 2017 als Illustriertes Buch in überarbeiteter Ausgabe im Bayerland Verlag.
Bei der Anthologie Der brennende Adventskranz war er Herausgeber und Mitautor. Diese Anthologie umfasst verschiedene Weihnachtsgeschichten und -gedichten von Autoren im AAVAA-Verlag.
Mit 24 Gedichte für das lange Warten erschien eine Sammlung adventlicher Weihnachtsgedichte für Kinder. Der Reigen aus insgesamt fünfundzwanzig Gedichten bildet einen poetischen Adventkalender. Er erschien 2017 im Turmschreiber Verlag.

## Regionalkrimis
2014 legte Alexander Bálly mit Der Tote am Maibaum im Sutton-Verlag seinen ersten Regionalkrimi vor. Der Roman spielt in Wolnzach in der Holledau. Hauptfigur ist Ludwig Wimmer, ein bauernschlauer Metzgermeister im Ruhestand, der mit seiner Enkelin der Polizei Konkurrenz macht. Anders als die Kriminalkommissare können die Hobbydetektive immer wieder den lokalen Klatsch als Ausgangspunkt für ihre Nachforschungen nutzen. Mit Der Tote am Kirchturm veröffentlichte der Sutton-Verlag 2015 den zweiten Fall dieser Reihe. 2016 ließ er den dritten Fall seiner Krimireihe im selben Verlag folgen. 2018 und 2020 erschienen der vierte und fünfte Fall der Reihe, diesmal im Emons Verlag.

## Veröffentlichungen
- mit Tonja Bálly: …und jeden Tag Premiere. Tagebuch des ersten Jahres von Sandor Bálly. Utz, München 2000, ISBN 3-89675-800-4.
- Eine Frage von Leben und Tod. Aavaa, Berlin 2010, ISBN 978-3-86254-085-3.
- Für Licht und Vollkommenheit. Aavaa, Berlin 2010, ISBN 978-3-86254-089-1.
- Krippengeschichten. Eine Weihnachtserzählung – ein Adventskalender. Aavaa, Berlin 2011, ISBN 978-3-86254-529-2.
- Der brennende Adventskranz. Aavaa, Berlin 2011, ISBN 978-3-8459-0152-7.
- In Reinheit und Glauben. Aavaa, Berlin 2012, ISBN 978-3-8459-0562-4.
- Lupinas Tagebuch. BookRix, München 2013, ISBN 978-3-7309-6854-3.
- Der Tote am Maibaum – Ein Holledau-Krimi. Sutton, Erfurt 2014, ISBN 978-3-95400-328-0.
- Der Tote am Kirchturm – Ein Holledau-Krimi. Sutton, Erfurt 2015, ISBN 978-3-95400-500-0.
- Ein Mord und zwei Leichen – Ein Oberbayernkrimi. Sutton, Erfurt 2016, ISBN 978-3-95400-663-2.
- Halbling unter Huren und Halunken (Lupina 1). Papierverzierer, Essen 2017, ISBN 978-3-95962-286-8.
- Krippengeschichten. Bayerland, Dachau 2017, ISBN 978-3-89251-499-2.
- 24 Gedichte für das lange Warten. Husum 2017, ISBN 978-3-938575-47-5.
- Tod im Hopfengarten – Oberbayernkrimi. Emons, Köln 2018, ISBN 978-3-7408-0034-5.
- Hopfenbitter – Oberbayernkrimi. Emons Köln 2020, ISBN 978-3-7408-0769-6.

Als Herausgeber
- Garteln – Von Mährobotern und anderen Gartenbewohnern. Bayerland Verlag, Dachau 2021, ISBN 978-3-89251-526-5.

Fachartikel
- mit Stephan Ligl: Brezenrunde in der Kreisbücherei Pfaffenhofen – ein niederschwelliges Kulturangebot mit regionalem Bezug. In: Bibliotheksforum Bayern, Heft 3/2019, ISSN 0340-000X.